# Pieter de la Court
Pieter de la Court (Leiden, 1618 – Amsterdam, 28 mei 1685) is een bekende vertegenwoordiger van de staatsgezinden in de tweede helft van de zeventiende eeuw. Hij wordt ook wel Pieter de la Court junior genoemd om hem te onderscheiden van zijn vader Pieter de la Court (ca. 1593-1657). Hij publiceerde vaak onder de letterlijke Nederlandse vertaling van zijn naam: Pieter van den Hooft of Pieter van der Hove.
Als zoon van de Vlaamse immigrant Pieter de la Court wist hij zich, samen met zijn broer Johan, in korte tijd op te werken tot een van de meest succesvolle lakenreders (textielhandelaren) van Leiden. Hij schreef, deels samen met zijn broer (die in 1660 onverwacht overleed), zowel economische als politieke werken. Ook was hij dichter.
Hij stond bekend als fel anti-Orangistisch en werd door zijn politieke tegenstanders gezien als een querulant. Sommigen van zijn opvattingen waren zo radicaal dat hij ook vanuit de eigen staatsgezinde kring weinig publieke bijval kreeg. Zo bevatte de eerste teksten van de 'Interest van Holland' het plan om Holland en Utrecht door middel van een kanaal tussen Lek en Zuiderzee tot een goed verdedigbaar eiland te maken en afscheid te nemen van de andere provincies. Na interventie door de Witt werd dit separatisme uit de definitieve editie van de 'Interest' gehouden, maar dit plan was wel weer te vinden in de tweede editie, uit 1669.
In het rampjaar 1672 vluchtte hij samen met Pieter de Groot, zoon van Hugo de Groot, naar het buitenland. Hij keerde terug naar de republiek, nadat de ergste politieke onrust bedaard was.
Tot diens dood in 1672 onderhield De la Court indirect contact met Johan de Witt, die enkele hoofdstukken schreef in een van zijn boeken.
Zijn politieke werken, en met name de Politike Weeg-schaal hadden invloed op het politieke denken van Franciscus van den Enden en Baruch Spinoza.

## Vernoemingen

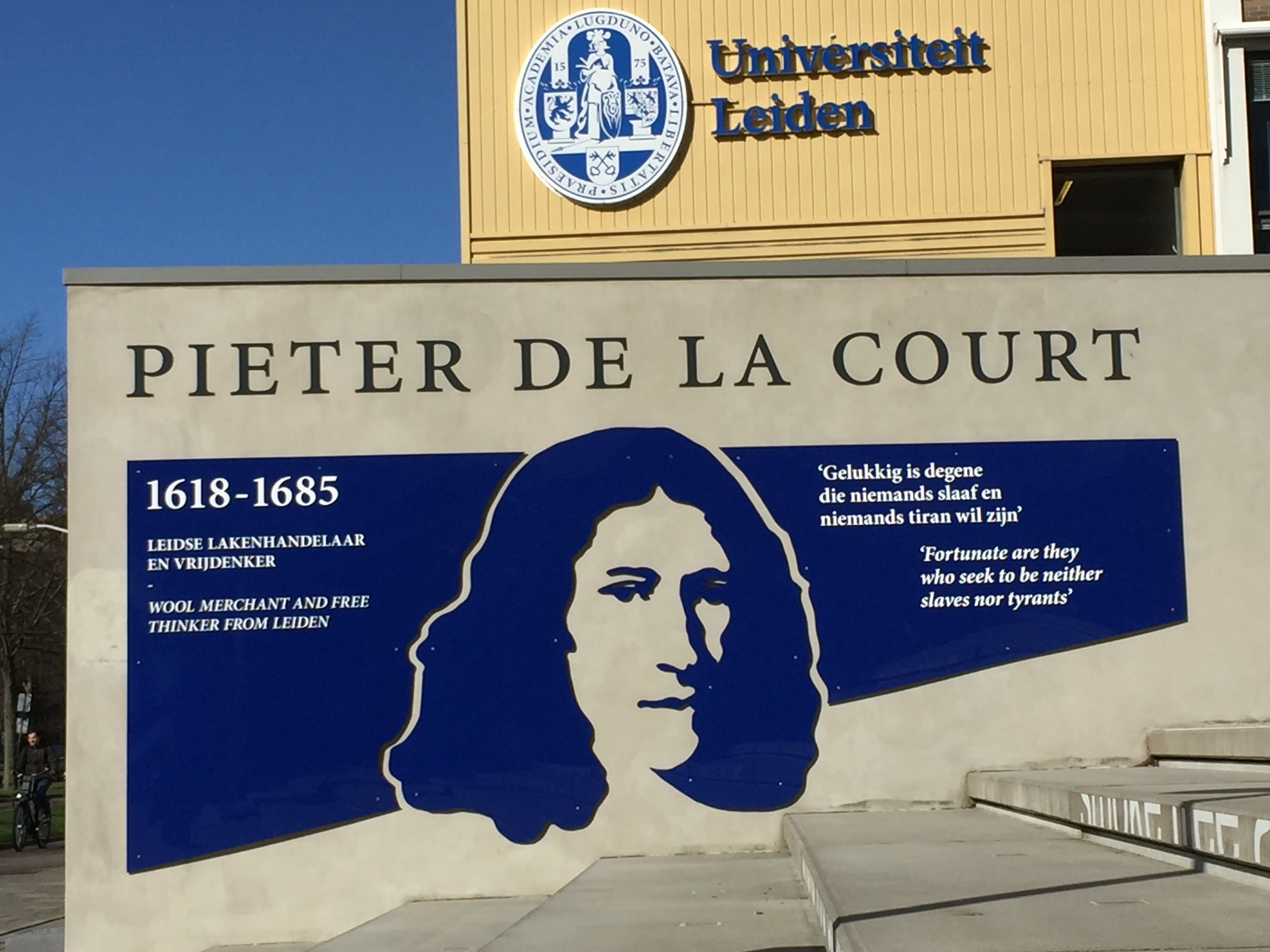
Pieter de la Courtgebouw, Universiteit Leiden

- Het gebouw waarin de Faculteit der Sociale Wetenschappen van de Universiteit Leiden is gehuisvest, was tot eind augustus 2025 vernoemd naar Pieter de la Court. Sindsdien heet dit gebouw het FSW-gebouw.[bron?]
- De la Court-prijs.[3]